# Туора-Кюёль (Чурапчинский улус)
Туора́-Кюёль (якут. Туора Күөл) — село в Чурапчинском улусе Якутии России, административный центр и единственный населённый пункт Хаяхсытского наслега.

## География
Село расположено в таёжной зоне в 47 км к юго-западу от Чурапчи, административного центра улуса, на правом берегу долины реки Синньигэс.

## Население
| 2002 | 2010 | 2012 | 2013 | 2014 | 2015 | 2016 | 2017 | 2018 | 2019 | 2020 |
| ---- | ---- | ---- | ---- | ---- | ---- | ---- | ---- | ---- | ---- | ---- |
| 633  | ↘553 | ↗561 | ↘552 | ↘522 | ↘521 | ↗522 | ↗538 | ↘536 | ↗537 | ↘526 |
| 2021 |      |      |      |      |      |      |      |      |      |      |
| →526 |      |      |      |      |      |      |      |      |      |      |

Национальный состав
Согласно результатам переписи 2002 года, в национальной структуре населения якуты составляли 98 % от общей численности населения в 633 чел.

## Улицы
| - ул. Комсомольская, - ул. Лесная, - ул. Молодёжная, | - ул. Октябрьская, - ул. Победы, - ул. Сайылык, | - ул. Урасалахская, - ул. Чаранская, - ул. Юбилейная. |

## Экономика
Развито мясо-молочное скотоводство, коневодство.

## Инфраструктура
В селе имеются Дом культуры и средняя школа. Ранее функционировал участок совхоза имени Эрилик Эристина.

## Достопримечательности
- Памятник воинам-землякам, погибшим в годы Великой Отечественной войны (1941-1945 гг.).